# Pseudeumastacops militaris
Pseudeumastacops militaris är en insektsart som först beskrevs av Gerstaecker 1889.  Pseudeumastacops militaris ingår i släktet Pseudeumastacops och familjen Eumastacidae. Inga underarter finns listade i Catalogue of Life.